# Legend of Legaia
Legend of Legaia (レガイア伝説 Regaia Densetsu?) este un joc video de rol pe ture din 1998. Are o continuare, Legaia 2: Duel Saga.

## Prezentare
Jocul are loc într-o lume fantastică, în care umanitatea există alături de creaturi simbiotice ciudate cunoscute sub numele de Seru, care ajută omenirea cu puterile lor supranaturale. Cu toate acestea, apare o ceață misterioasă și Seru devine agresiv, opunându-se umanității și provocând prăbușirea civilizației. Povestea îl urmărește pe Vahn, al cărui sat este neafectat de Ceața de afară și apărat de Seru de un zid mare. Orașul este atacat de un imens Seru pe nume Juggernaut, care distruge zidul orașului și se dezlănțuie asupra sătenilor. În timp ce apăra satul, Vahn descoperă un tip rar de Seru cunoscut sub numele de Ra-Seru pe nume Meta, care este atât inteligent, cât și capabil să se contopească pașnic cu un om. El trezește puterea copacului din centrul satului său cunoscut sub numele de Arborele Genezei și îndepărtează Ceața dar și pe Seru din sat. Cu noua sa putere, el călătorește în întreaga lume pentru a restaura copacii Genezei  și a opri Ceața.

## Recepție
Jocul a primit recenzii favorabile pe GameRankings. Next Generation  a afirmat că: „dacă poți face față unei povești banale și năucitoare, noul motor de luptă face ca acest lucru să merite verificat”. Famitsu i-a dat un scor de 27 din 40. S-au vândut peste 300.000 de unități până în ianuarie 2002.